# Средња школа „Петар II Петровић Његош” Шековићи
Средња школа „Петар II Петровић Његош” је носилац средњошколског образовања у општини Шековићи. Налази се у улици Српска 30 у Шековићу.

## Историјат
Средња школа „Петар II Петровић Његош” је основана 24. августа 1977.
| Школска година | Струке                      | Занимања                 | Број одјељења |
| -------------- | --------------------------- | ------------------------ | ------------- |
| 2024—2025.     | Здравство                   | Медицински техничар      | Једно         |
| 2024—2025.     | Машинство и обрада метала   | Техничар CNC технологије | Једно         |
| 2023—2024.     | Здравство                   | Медицински техничар      | Једно         |
| 2023—2024.     | Машинство и обрада метала   | Техничар CNC технологије | Једно         |
| 2022—2023.     | Здравство                   | Медицински техничар      | Једно         |
| 2022—2023.     | Машинство и обрада метала   | Бравар–заваривач         | Једно         |
| 2021—2022.     | Гимназија                   | Општи смијер             | Једно         |
| 2021—2022.     | Здравство                   | Медицински техничар      | Једно         |
| 2021—2022.     | Машинство и обрада метала   | Бравар–заваривач         | Једно         |
| 2020—2021.     | Гимназија                   | Општи смијер             | Једно         |
| 2020—2021.     | Здравство                   | Медицински техничар      | Једно         |
| 2020—2021.     | Машинство и обрада метала   | Бравар–заваривач         | Једно         |
| 2019—2020.     | Гимнапшти смијер            | Општи смијер             | Једно         |
| 2019—2020.     | Економија, право и трговина | Трговачки техничар       | Једно         |
| 2019—2020.     | Машинство и обрада метала   | Аутомеханичар            | 0.5           |
| 2019—2020.     | Машинство и обрада метала   | Варилац                  | 0.5           |